# Asplenium saxicola
Asplenium saxicola är en svartbräkenväxtart som beskrevs av Eduard Rosenstock. Asplenium saxicola ingår i släktet Asplenium och familjen Aspleniaceae. Inga underarter finns listade.